# Кобыльский сельсовет
Кобыльский сельсовет — сельское поселение в Глушковском районе Курской области Российской Федерации.
Административный центр — село Кобылки.

## История
Статус и границы сельского поселения установлены Законом Курской области от 21 октября 2004 года № 48-ЗКО «О муниципальных образованиях Курской области».

## Население
| 2002  | 2010  | 2012  | 2013  | 2014  | 2015  | 2016  |
| ----- | ----- | ----- | ----- | ----- | ----- | ----- |
| 1440  | ↘1275 | ↘1244 | ↘1228 | ↗1246 | ↘1226 | ↘1193 |
| 2017  | 2018  | 2019  | 2020  | 2021  |       |       |
| ↘1179 | ↘1161 | ↘1148 | ↘1132 | ↗1260 |       |       |

## Состав сельского поселения
| № | Населённый пункт | Тип населённого пункта       | Население |
| - | ---------------- | ---------------------------- | --------- |
| 1 | Кобылки          | село, административный центр | ↘1179     |
| 2 | Медвежье         | посёлок                      | ↘1        |
| 3 | Серповка         | деревня                      | ↘95       |